# Ismael Zambada García

Ismael Zambada García

Ismael Mario Zambada García (alias El Mayo; * 1. Januar 1948 in El Álamo, Culiacán) ist ein mexikanischer Drogenboss und Mitbegründer des Sinaloa-Kartells. Er gehörte zu den meistgesuchten Drogenbossen in Mexiko und den Vereinigten Staaten und war einer der wichtigsten Figuren im Drogenkrieg in Mexiko. Im Juli 2024 wurde er bei El Paso festgenommen.

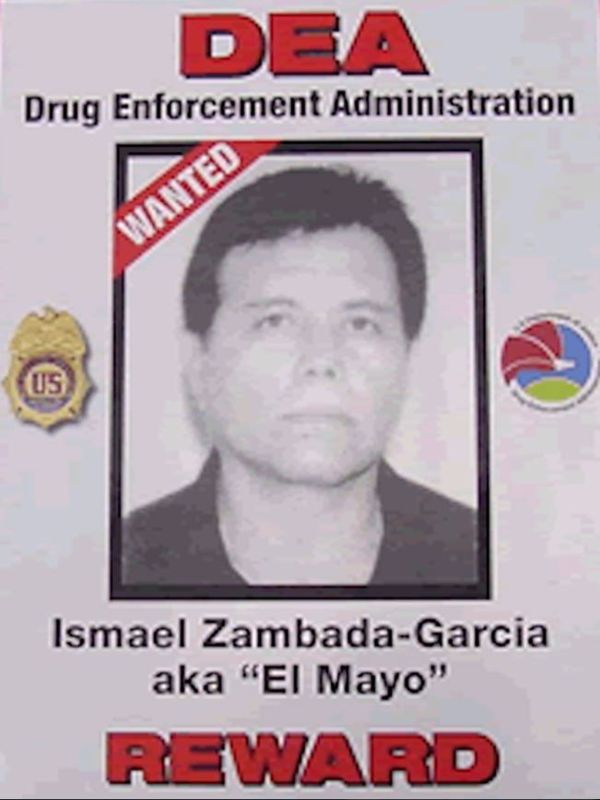
Ismael Zambada García

## Leben
Zambada wurde in El Álamo, einem Dorf im Municipio Culiacán im Bundesstaat Sinaloa, geboren. Er soll bereits 1964 im Alter von 16 Jahren in den Drogenhandel eingestiegen sein. Zusammen mit El Chapo gehörte er 1989 zu den Gründern des Sinaloa-Kartells. Diese Zusammenarbeit dauerte bis zu dessen Festnahme an.
Zambada soll sein Geld in Immobilien, Rinderzucht und eine Molkerei investiert haben.
Am 28. Januar 2003 wurde Zambada durch ein Gericht in Washington, D.C. in Abwesenheit verurteilt. Für Informationen, die zu seiner Festnahme führen, lobten die USA fünf Millionen Dollar Belohnung aus. Im selben Jahr wurde er von den mexikanischen Behörden als „Drogenboss Nummer 1“ bezeichnet. Am 17. Mai 2007 wurden vom U.S. Office of Foreign Assets Control Vermögenswerte, die seinem finanziellen Netzwerk zugeordnet wurden, eingefroren.
2009 wurde Zambada vom Journalisten Julio Scherer García interviewt. Mehrere seiner Familienmitglieder waren in den Drogenhandel verwickelt: Sein ältester Sohn, Jesús Vicente Zambada Niebla (alias El Vicentillo), wurde 2009 in Mexiko-Stadt festgenommen und 2010 in die USA ausgeliefert. Sein Sohn Serafín Zambada Ortiz wurde in den USA festgenommen. Ebenfalls festgenommen wurde 2008 sein Bruder Jesús Reynaldo Zambada García (alias El Rey), der 2012 in die USA ausgeliefert wurde. Am 22. Februar 2014 wurde Joaquín „El Chapo“ Guzmán, langjährige Führungsfigur des Sinaloa-Kartells, zum zweiten Mal festgenommen. Seit dessen Auslieferung im Jahr 2017 an die USA führte Zambada gemeinsam mit den Söhnen El Chapos angeblich die Geschäfte des Sinaloa-Kartells. Laut dem Journalisten Ismael Bojórquez war Zambadas Verhältnis zu den Söhnen jedoch nicht so eng, wie zu deren Vater, mit dem er befreundet gewesen sei.
Mit Stand Anfang 2024 war Zambada der einzige der 37 meistgesuchten Drogenbosse Mexikos, der nie gefasst worden war. Bis dahin hatten die USA die Belohnung für Hinweise auf 15 Millionen US-Dollar erhöht. Die US-Staatsanwaltschaft machte El Mayo Zambada für den Schmuggel von großen Mengen Fentanyl verantwortlich, die zur Opioidkrise in den Vereinigten Staaten beitragen.
Am 25. Juli 2024 wurde Zambada auf dem Doña Ana County International Jetport in Santa Teresa (New Mexico) in der Nähe von El Paso von US-Sicherheitskräften laut offiziellen Angaben festgenommen. Mexikanische Behörden und amerikanische Quellen haben ihre Versionen zur angeblichen Festnahme mehrmals geändert. Die Festnahme war angeblich das Ergebnis einer monatelang vorbereiteten gemeinsamen Aktion des Ministeriums für Innere Sicherheit (DHS) und des FBI. US-Beamte ließen sich von The New York Times (NYT) und The Wall Street Journal zitieren, dass sich Joaquín Guzmán López (Sohn des Drogenbosses El Chapo) zur Zusammenarbeit mit den US-Behörden bereit erklärte und Zambada in ein Flugzeug lockte, mit dem vorgeblich mögliche Landeplätze für Kleinflugzeuge in Nordmexiko ausgekundschaftet werden sollen. Anstatt nach Nordmexiko zu fliegen, nahm das Flugzeug Kurs auf die Vereinigten Staaten und landete in Santa Teresa. Über seinen Anwalt ließ Zambada eine ähnliche Version verbreiten. Demnach sei er in Culiacán von Guzmán López in eine Falle gelockt worden. Seine Leibwächter seien ermordet worden, er sei gefesselt in einem Pick-up zu einem Flugzeug gebracht worden, das ihn und den Chapo-Sohn in die USA brachte. NYT berichtete jedoch laut Der Spiegel auch, dass Zambada seit Jahren mit der US-Justiz in Gesprächen gewesen war. Der mexikanische Staatspräsident López Obrador zeigte sich nach der Verhaftung verärgert, dass seine Regierung nicht vor der Verhaftung von der US-amerikanischen Regierung informiert wurde.
Gegen Zambada liegen in den USA offiziell 17 Anklagepunkte vor; sie reichen von Drogenhandel über illegalen Waffenbesitz und Geldwäsche bis hin zu Mord. Zambada wies die Anschuldigungen gegen sich ab und erklärte sich für unschuldig. Die Gerichtsverfahren finden in New York statt und werden von demselben Richter geleitet, der über El Chapo urteilte.

## Rezeption
Laut der mexikanischen Buchautorin und Journalistin Anabel Hernández war Zambada die herrschende Figur „in der mächtigsten Verbrecherorganisation der Welt“. Er galt als Stratege des Kartells und soll Politiker, Militärs und Polizisten bis in die höchsten Kreise korrumpiert haben. The New York Times (NYT) berichtete im Jahr 2024, dass ein Informant gegenüber US-amerikanischen Ermittlern aussagte, dass sich Zambada vor der Präsidentschaftswahl in Mexiko 2018 mit einem engen Vertrauten des späteren Wahlsiegers Präsident López Obrador traf. Die amerikanische Justiz untersuchte den Vorwurf, dass Verbündete des mexikanischen Präsidenten enge Verbindungen zu Drogenkartellen gepflegt und Millionen Dollar von ihnen angenommen haben sollen. Die Ermittlungen wurden jedoch aus politischen Gründen eingestellt, weil sie die guten bilateralen Beziehungen zwischen Mexiko und den USA hätten belasten können.
Bis zu seiner Festnahme soll Zambada über 50 Jahre im Drogengeschäft involviert gewesen sein und monatlich rund eine Million Dollar Schmiergeld an Polizei, Justiz und Politiker bezahlt haben. Nach Angaben des Sicherheitsexperten David Saucedo soll Zambada García ein Netz von Verbindungen und Abhängigkeiten in Politik, Justiz und Verwaltung gesponnen haben, das bis in den mexikanischen Präsidentenpalast reichte. Laut einer Einschätzung von Falko Ernst, Mexiko-Beauftragter der International Crisis Group ist nirgendwo in Lateinamerika der Staat so eng mit der Organisierten Kriminalität verflochten wie in Mexiko. Sollte Zambada sein Wissen um die Verflechtung der Organisierten Kriminalität mit der Politik in Mexiko gegenüber der US-amerikanischen Justiz und/oder der Öffentlichkeit offenlegen, um sein zu erwartendes hohes Strafmaß zu verringern, könnte dies nicht nur erhebliches Aufsehen erregen und Folgen für ehemalige und aktuelle Spitzenpolitiker haben (so reichen laut NYT unter Berufung auf amerikanische Ermittler Verbindungen des Sinaloa-Kartells bis ins Umfeld mexikanischer Präsidenten), sondern laut Der Spiegel auch das „Herrschaftssystem des bevölkerungsreichsten spanischsprachigen Landes der Welt ins Wanken geraten“. Laut dem Politikwissenschaftler Carlos Pérez könnten die US-amerikanische Administration etwaige „Erkenntnisse aus dem Zambada-Prozess nutzen, um die mexikanische Regierung zu erpressen, wenn sie nicht bei der Drogenbekämpfung kooperiert.“